# Guido von List
 Guido von List , avstrijski in nemški okultist, mistik, raziskovalec run, novinar, pisatelj in dramatik * 15. oktober 1848, † 17. maj 1919.  
Bil je zagovornik novega religioznega gibanja "Votanizma", za katerega je trdil, da je oživitev vere starih Germanov. 